# Spiros Antoniou
Spiros Antoniou (řecky Σπύρος Αντωνίου, * 24. října 1973, Athény) je řecký deathmetalový zpěvák, baskytarista a malíř. Nejvíce je spojovaný s řeckou symfonickou-death metalovou kapelou Septicflesh.
Antoniou pod pseudonymem „Seth Siro Anton“, namaloval několik bookletů kapelám jako Decapitated, Devian, Vader, Paradise Lost, Belphegor, Nile, Soilwork, Caliban, Heaven Shall Burn, Serenity, Kamelot, Flowing Tears, Moonspell, Methedras, Universum a Old Man's Child.

## Diskografie
Seznam alb.

### Alba
- Mystic Places of Dawn (1994)
- Esoptron (1995) – v originále Εσοπτρον
- Ophidian Wheel (1997)
- A Fallen Temple (1998)
- Revolution DNA (1999)
- Sumerian Daemons (2003)
- Communion (2008)
- The Great Mass (2011)
- Titan (2014)
- Codex Omega (2017)

### EP
- Temple of the Lost Race (1991)
- The Eldest Cosmonaut (1998)